# Liste der Minoritenklöster
Die Liste soll bestehende und ehemalige Klöster des Ordens der Minoriten enthalten. Vor 1517 sind damit synonym auch Klöster der Franziskaner (OFM) gemeint, ab 1517 werden als Minoritenklöster nur Klöster der Franziskaner-Konventualen (OFMConv) bezeichnet, welche sich in dem Jahr vom Franziskanerorden abgezweigt haben.

## Bestehende Minoritenklöster
- Minoritenkloster Asparn an der Zaya (Niederösterreich) (seit 1632[1])
- Wallfahrtskloster Blieskastel
- Bogenberg
- Choulex (Genève, Schweiz)
- Dingolfing
- Flüeli-Ranft, Schweiz
- Freiburg im Uechtland, Schweiz
- Graz
- Hamburg
- Kaiserslautern
- Köln
- Ludwigshafen-Oggersheim
- Mariabuchen, Lohr am Main
- Kloster Maria Eck, Siegsdorf
- München
- Minoritenkloster Neunkirchen (Niederösterreich)
- Neustadt (Waldnaab), St. Felix
- Ratingen
- St. Peter und Paul, Rom
- Kloster Schönau (Gemünden am Main)
- Kloster Schwarzenberg, Scheinfeld
- Uelzen
- Walldürn
- Werdohl
- Minoritenkloster Wien
- Franziskanerkloster Würzburg (Provinzialat)

## Ehemalige Minoritenklöster
- Amberg
- Andernach
- Minoritenkloster Beuthen (1258–ca. 1560 Franziskaner, 1605–1810 Minoriten)
- Bocholt
- Bruck an der Mur (1290–1538)
- Brüssel (1238–1796) (Franziskaner)
- Brüx (Sudetenland) heute Most, Minoritenkirche
- Duisburg-Beeck
- Minoritenkloster Cosel (Schlesien)
- Enns (Oberösterreich) (1644–1784, vorher 1280–1551 und nachher seit 1859 bis heute Franziskaner)
- Freiburg
- Fritzlar
- Glatz
- Minoritenkloster Glogau
- Minoritenkloster Hannover (Franziskaner, um 1288 bis 1533)[2]
- Heidelberg
- Hildesheim
- Höxter
- Kleve
- Minoritenkloster Köln (1229–1802)
- Konstanz
- Minoritenkloster Krems – Stein
- Laa/Thaya
- Landshut
- Minoritenkloster Lennep (1641–1803)
- Lindau
- Minoritenkloster Loslau (Wodzisław Śląski) (1257?–Reformation Franziskaner, 1625–1810 Minoriten)
- Katharinenkloster Lübeck (1225–1531, Franziskaner)
- Luzern
- Maihingen
- Meiningen (Franziskaner, 1239–1554)
- (Zell)-Merl / Mosel
- Minoritenkloster Monschau (Aukloster, 1712–1802)
- Münster (Westfalen), (1517–1802, vorher Franziskaner)
- Neersen (1658–1802)
- Franziskanerkloster Oberglogau (1629–1810 Minoriten, vorher und später Franziskaner)
- Oberwesel
- Ratingen (1655–1803/1834)
- Regensburg (1221–1799, Franziskaner) heute im Historischen Museum Regensburg integriert.
- Minoritenkloster Reisbach (1901–1977)
- Reutlingen
- Rothenburg o.d.T. (1281–1548, Franziskaner)
- Rostock
- Rouffach
- Schwäbisch Gmünd
- Schweinfurt (bis 1996)
- Kloster Seligenthal (Sieg) (1654–1803, vorher seit 1231 Franziskaner)
- Solingen (1782–1806)
- Solothurn
- Straßburg
- Thann
- Trier
- Tübingen
- Tulln
- Überlingen
- Viktorsberg
- Villingen
- Wels, Oberösterreich
- Werdenstein
- Worms
- Zürich